# Teleki László (politikus, 1811–1861)

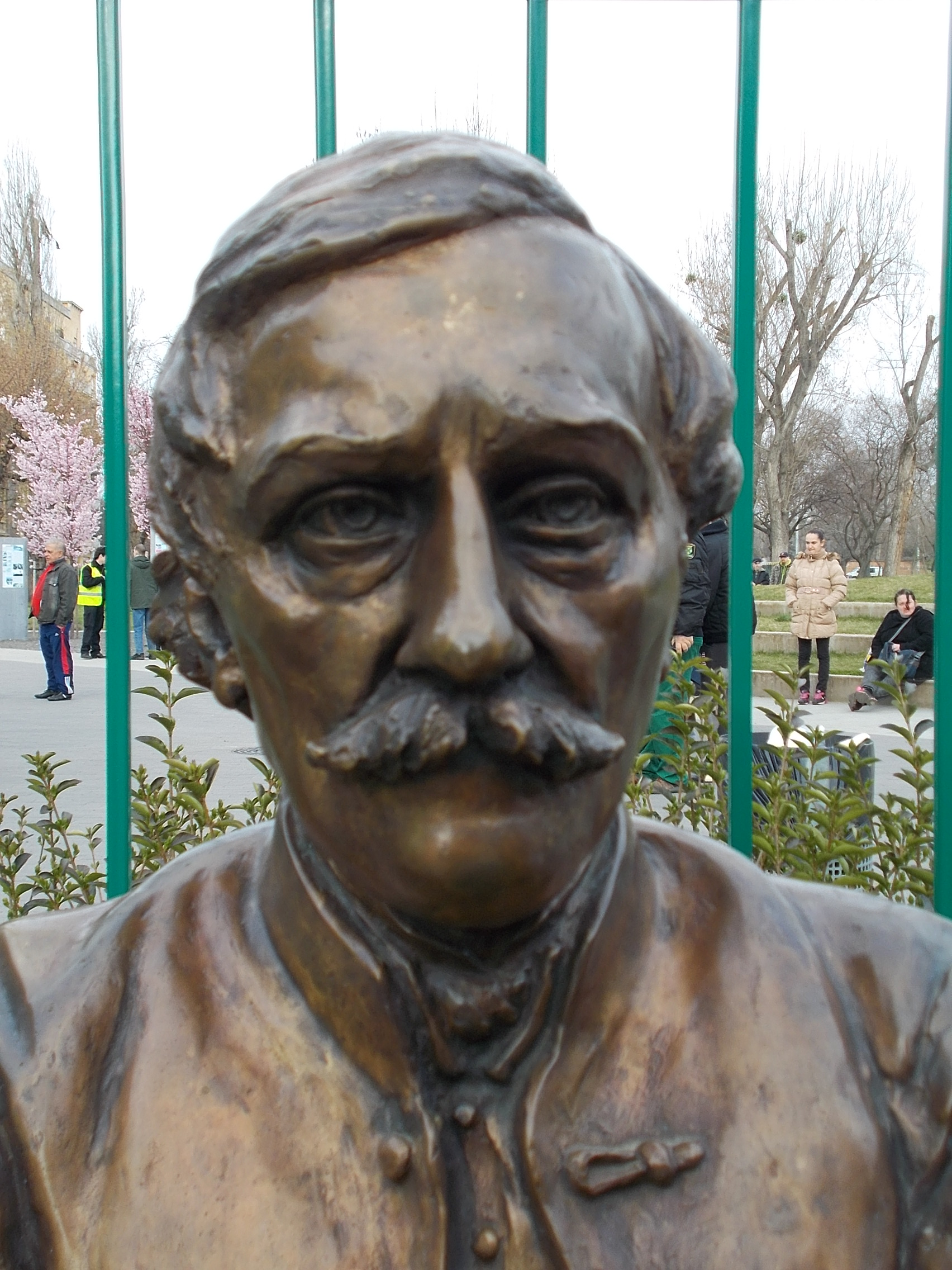
Teleki László (Mészáros Attila, 2014) – Budapest VIII. kerület, Magdolnanegyed városrész, Teleki László tér, a park bejárata előtti padon

Gróf széki Teleki László (Pest, 1811. február 11. – Pest, 1861. május 7.) magyar politikus, író. A Magyar Tudományos Akadémia levelező, rendes, majd tiszteleti tagja. Az Ellenzéki Kör elnöke. Az 1848–49-es forradalom és szabadságharc alatt és az azt követő években a magyar önállóság ügyének egyik legaktívabb és talán legeredményesebb külföldön tevékenykedő képviselője. A Magyar Nemzeti Igazgatóság tagja. A Határozati Párt vezetője. 1861-ben az uralkodónak adandó országgyűlési válasszal kapcsolatos vita előestéjén otthonában öngyilkosságot követett el.
Egy van, mi különösen lelkemen fekszik, mert Magyarhon jövője, véleményem szerint attól függ. Különféle nemzetiségek iránt a jogkiosztásban legyünk mentől bőkezűbbek. Nem csak Ausztria halt meg, hanem Szent István Magyarországa is. […] Feladatunk nehezebb, mint volt a 89-ki frankhoni. Liberté, égalité, fraternité még nem elég. A népek nemzetiségi életet kívánnak élni.

## Családja
A Teleki család Erdély és Magyarország egyik legjelentősebb protestáns arisztokrata famíliája, amely a 16. század eleje óta élvezte a római szent birodalmi grófi rangot. A család hagyatékához tartozik, többek között, a marosvásárhelyi Teleki Téka, amelyet Teleki Sámuel, erdélyi kancellár adományozott a városnak, s amely negyvenezer kötetből áll; a 16. századi Teleki-kódex, mely a ferences irodalom egyik becses példánya; valamint a Kolozsvárott őrzött 18. századi Teleki-énekeskönyv. Figyelemre méltó továbbá az, a méreteiben sem csekély, jelentőségében pedig kifejezetten komoly adomány, amelyet Teleki László édesanyja, és a gróf gyámja tett, amikor felajánlották a Teleki család könyvtárát az 1825-ben megalapított Magyar Tudós Társaságnak.
Apja (a családfa sorrendjében III.) gróf széki Teleki László (1764–1821), Somogy vármegye főispáni helytartója, főispán, aranykulcsos, utazó, császári és királyi kamarás, nagybirtokos, anyja báró szoboszlai Mészáros Johanna (1784–1844). Az apai nagyszülei gróf széki Teleki József (1738–1796), Ugocsa vármegye főispánja, koronaőr, nagybirtokos és királyfalvi Róth Janka (1741–1814) voltak. Az anyai nagyszülei szoboszlói báró Mészáros János (1737–1801) altábornagy, és giczei Diószeghy Mária voltak.

## Ifjúkora és tanulmányai

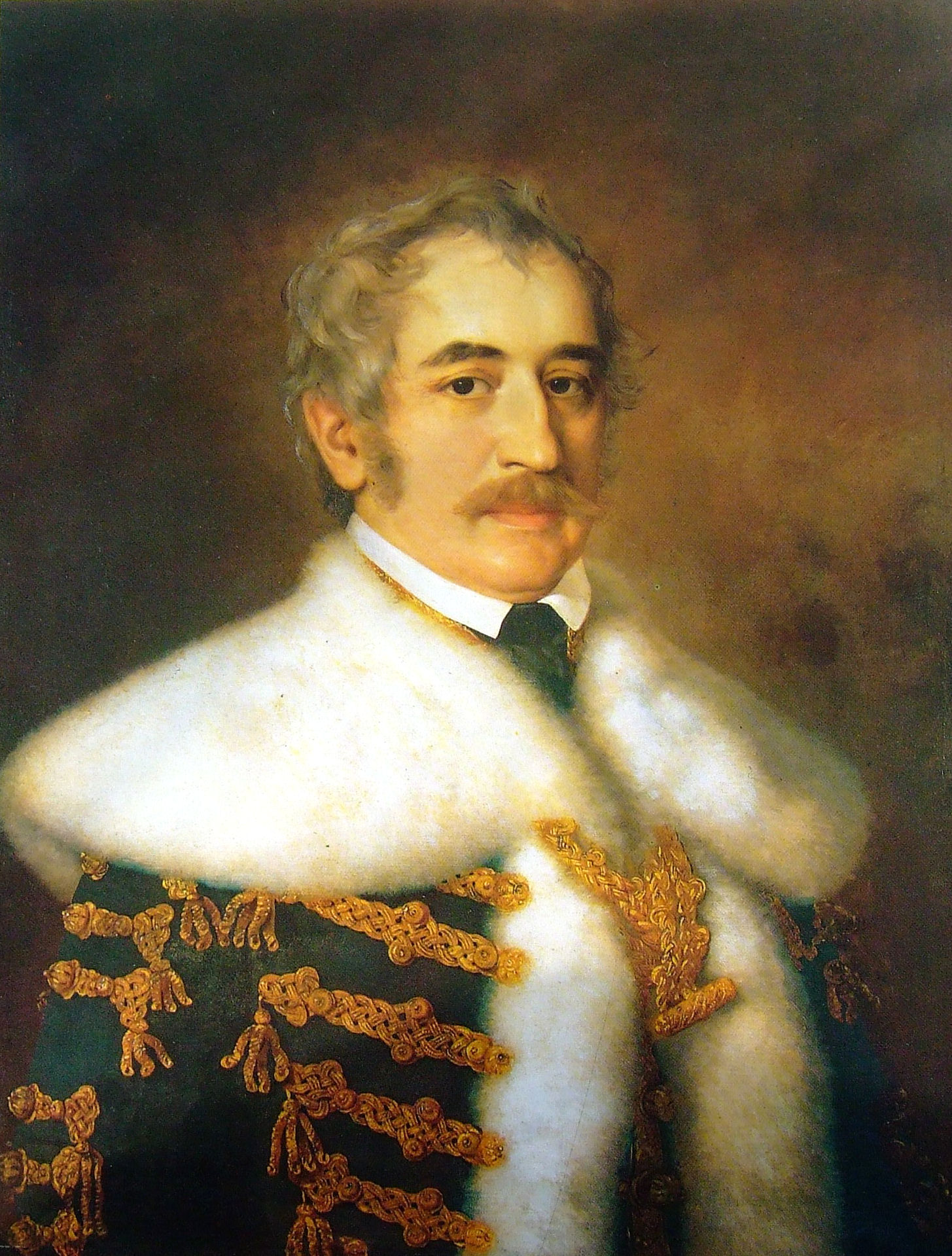
Teleki József, Teleki László gyámja (Barabás Miklós festménye)

A gyermeket 1811. február 12-én a mai Kálvin téri református templomban keresztelték meg. Apja 1821-ben bekövetkezett halála után gyámja az apja első házasságából született féltestvére, Teleki József (1790–1855) lett. Gyermekkorában legjelentősebb nevelője Erőss Sándor volt.
Az otthoni nevelés végeztével 1828–1830 között három évet töltött Sárospatakon, a református kollégium diákjaként. Ezután tanulmányait megszakítva Budára ment, és a helytartótanácsnál kapott fogalmazógyakornoki állást. Nem sokáig maradt azonban ott, ui. a következő évben bátyját követve Bécsbe utazott, ahol két évet töltött el.
1833-ban egyik korábbi nevelője, Petrovics Frigyes társaságában nyugat-európai körútra indult. Berlinben olyan professzoroknál folytatta tanulmányait, mint Friedrich Carl von Savigny és Leopold von Ranke. Ezután jártak még Hamburgban, Hannoverben, Frankfurtban, Stuttgartban, Amszterdamban, Londonban, Oxfordban és Edinburgh-ben. Végül az ifjú gróf és útitársa két évet Párizsban töltött, majd 1836-ban tértek haza. (Petrovics a hazafelé vezető úton Münchenben elhunyt.)

## Politikai tevékenysége

### Reformkor

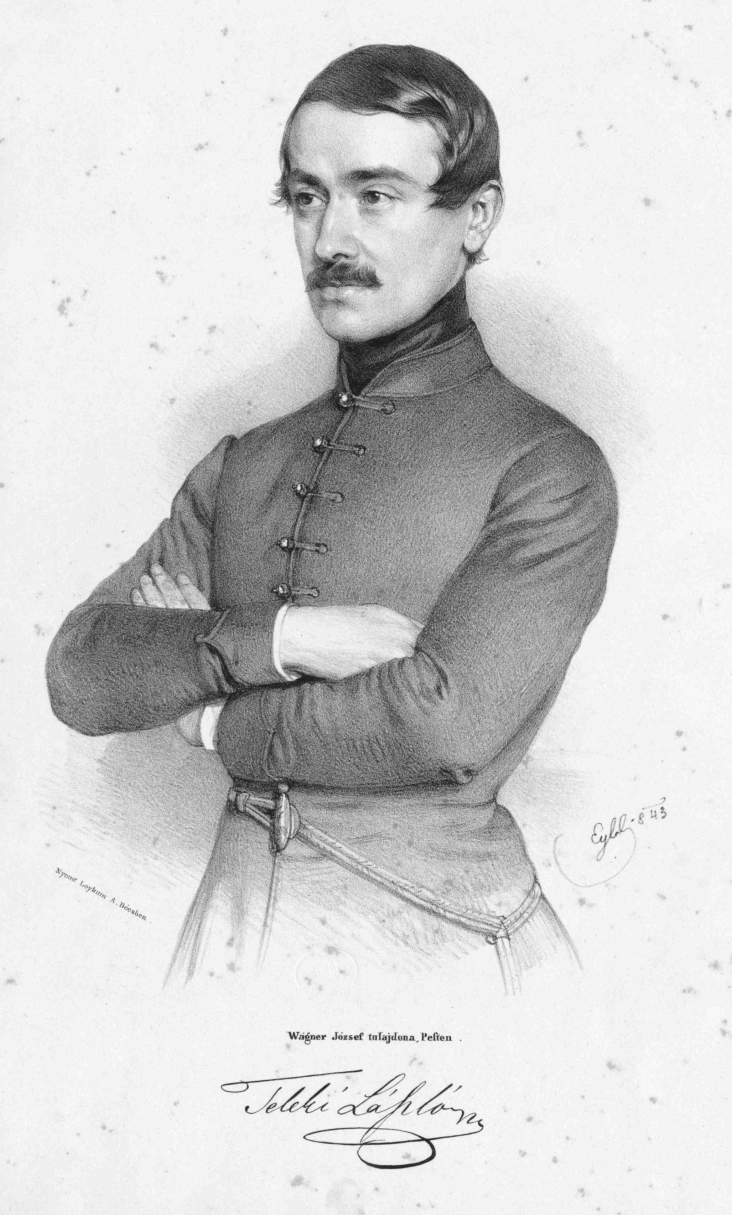
A fiatal Teleki László (Franz Eybl litográfiája)

Az 1837–1838. évi erdélyi országgyűlésen Fogaras megye követeként volt jelen. Itt mondta el 1837. április 24-én szűzbeszédét, melyben az Országgyűlési Napló megindítását szorgalmazta. Emellett részt vett a diéta rendi sérelmi feliratának elkészítésében.
Az 1839–1840. évi pozsonyi országgyűlésen Teleki a Partiumhoz tartozó Közép-Szolnok megye követeként kívánt részt venni, a megye főispánja azonban megakadályozta a megválasztását, így a gróf végül 1840 februárjától a felsőtáblán vállalt szerepet az akkor létrejövő, Batthyány Lajos vezette főrendi ellenzéki liberális csoport tagjaként. Az országgyűlésen többek között a reverzálisok ügyében, valamint Kossuth Lajos és báró Wesselényi Miklós jogtalan elítélésével kapcsolatban szólalt fel.
Az 1841–1843. évi kolozsvári diétára visszatért Erdélybe. Jelentős részben az ő érdeme, hogy 1842-ben végre sikerült megszerezni bátyjának, Teleki Józsefnek az erdélyi kormányzó címet. Egyebek között olyan valós és tartós problémákat okozó ügyekben szólalt fel, mint az ortodox egyház egyenjogúsítása, valamint a vegyes házasságok rendezése.
Az 1843–1844. évi pozsonyi országgyűlésen Teleki már egyértelműen a főrendi ellenzék egyik legmeghatározóbb, elképzeléseiben (és főképpen lendületében, indulataiban) egyik legradikálisabb tagja volt, s e viszonylag szűk csoport vezérszónoka. 1844 októberében az országgyűlési alsótábla üléstermében – megyei (Tolna, Zala, Veszprém) előzmények után – létrehozták a Védegyletet, amelynek alelnökévé Teleki Lászlót választották (az elnök Batthyány Kázmér gróf, az igazgató Kossuth Lajos lett).
1845-ben Pest megye gyűlése az adminisztrátori rendszerrel foglalkozott, s a vitában Teleki is felszólalt.
Az 1846. évi krakkói felkelés, majd annak kegyetlen leverése után Teleki és liberális társai újult erővel igyekeztek érvényre juttatni az érdekegyesítés politikáját: keresztülvinni az örökváltság kötelező és államilag támogatott módozatát. Ez még sürgetőbbé tette a reformellenzéknek már az 1843–1844. évi diétán felmerült azon törekvését, hogy országos egységet és rendszeresen egyeztetett programot hozzanak létre. Ezt a szükségszerűséget egyenesen kényszerré tette egy 1846 novemberében történt jelentős esemény – megalakult a Konzervatív Párt.
1847. január 24-én Teleki kezdeményezésére és az ő elnökletével (alelnökök: Vörösmarty Mihály és Fényes Elek) egyesült a Ráday Gedeon gróf vezette Nemzeti Kör és a Teleki vezette Pesti Kör. Ezzel létrejött az Ellenzéki Kör – a konzervatív Gyülde mintájára, s annak ellenfeleként. A szervezet programjának elkészítésére alakított hattagú bizottság tagja volt Teleki is.
Az 1847 őszére összehívott országgyűlésen Teleki ismét a felsőtáblán foglalt helyet. Azonban még a követválasztások idején Batthyány Lajos és Kázmér oldalán intenzíven közreműködött abban, hogy Kossuthot megválassza képviselőjének a „vezérvármegye”, Pest. Ezzel lehetőség nyílt a közös álláspont hatékony képviseletére mind az alsó-, mind a felsőtáblán. Az 1847–1848. évi pozsonyi országgyűlésen (amely az utolsó reformkori diéta volt) a liberális ellenzék egyik fő célkitűzése az örökváltság kérdésének megoldása, és az úrbéri viszonyok egyszer és mindenkorra történő felszámolása volt. A kérdésben Teleki is felszólalt, hangsúlyozva a helyzet tarthatatlanságát.

### A forradalomban
A forradalom kitörése után Teleki elégedetlen volt az új felelős minisztérium (kormány) munkájával. Az áprilisi törvényeket értékelte, ám meggyőződése volt, hogy ez csupán a minimumot jelentheti, és a reformokat folytatni kell. Ezért visszatért Pestre, és az Ellenzéki Kör nevét megváltoztatva Nyáry Pállal létrehozta a Radical Kört (Radicál Párt), valamint belépett a Nemzetőrségbe.
Az 1848. július 5-én kezdődő első magyar népképviseleti országgyűlésen Teleki Abony képviselőjeként vett részt, és a függetlenségét újonnan visszanyert ország olyan létkérdéseiben szólalt fel, mint az „olasz kérdés”, a „horvát kérdés” és az önálló magyar hadsereg igénye.

### Diplomáciai tevékenysége a szabadságharc idején
A Batthyány-kormánynak nem sokkal megalakulása után, már 1848 májusától kezdve fontos céljai közé tartozott az ország függetlenségének a külfölddel való elismertetése, és a diplomáciai kapcsolatok felvétele. Ez beleillett abba a koncepcióba, mely – az április törvények alapján – Magyarország és a birodalom örökös tartományai közötti viszonyt a tiszta perszonálunióban jelölte meg. (A kormány állásfoglalásaiban az örökös tartományokkal kapcsolatban rendszeresen használta a „külföld” kifejezést.) Ennek a politikának a jegyében 1848. augusztus 29-én Batthyány Lajos barátját, Telekit nevezte ki Magyarország párizsi követének.
A Telekire bízott feladatok meglehetősen sokoldalúak voltak. Francia-magyar szövetséget kellett volna kieszközölnie, fegyvervásárlásokat nyélbe ütnie, francia és – a kiterjedt párizsi lengyel emigráción keresztül – lengyel tiszteket meggyőzni a magyar ügy igazáról, és őket rábírni, hogy fegyveresen is részt vegyenek az időközben elkezdődött magyar szabadságharcban. Nem utolsósorban pedig a párizsi román emigráció hazug propagandáját ellensúlyozva tájékoztatnia a francia kormányt és a közvéleményt a magyarországi román nemzetiség valós helyzetéről, és a magyar kormánynak velük kapcsolatos politikájáról.
Teleki szeptember 8-án érkezett meg Párizsba. Jules Bastide külügyminiszter nemsokára fogadta őt, majd kilátásba helyezte Pascal Duprat kinevezését a francia kormány Magyarországra küldendő követének. Azonban ez csupán látszólagos siker volt, mert a leglényegesebb lépésre Bastide és kormánya nem tudta rászánni magát: elmaradt a diplomáciai elismerés.
A szabadságharc következtében Magyarország később olyannyira el lett vágva a külföldtől, hogy a párizsi diplomáciai központ fokozatosan átvette a külügyek irányítását, és befolyása az összes Nyugat-Európában tevékenykedő követre kiterjedt. Ezzel Teleki feladatköre tovább bővült.
1849 májusában Teleki francia nyelvű röpiratot jelentett meg De l’intervention Russe címmel, melynek témája Oroszországnak a Magyarország elleni intervenciója.
1849. május 14-én – egy hónappal a függetlenségi nyilatkozat kihirdetése után – Teleki nagy elméleti jelentőségű levelet írt Kossuth Lajos kormányzó-elnökhöz, melyben nem kevesebbet vállalt magára, mint részletes politikai irányadást a nemzetiségek tekintetében. Koncepciója szerint egy föderatív alapon átszervezett Magyarország vált volna egy később létrehozandó dunai konföderáció központjává, melynek további tagjai a román fejedelemségek, Szerbia, Bulgária, Csehország és Morvaország lettek volna.

### Az emigráció évei
Teleki 1849 októberében a francia lapokban újságcikket jelentetett meg, amelyben rámutatott az első felelős magyar kormány miniszterelnökének, gróf Batthyány Lajosnak elítélése kapcsán elkövetett törvénytelenségekre. 1850. szeptember 11-én Haynauhoz intézett párbajra hívó levele – mivel a tábornok válaszra sem méltatta – két évvel később francia, belgiumi, angol és német lapokban is megjelent.
A szabadságharc bukása után az emigráció többi tagjához hasonlóan Teleki is intenzíven dolgozott annak érdekében, hogy Kossuth és társai mihamarabb kiszabaduljanak a törökországi Kütahya-beli internálásból, ami 1851 őszén meg is történt. Ugyanakkor Kossuth még az internálás ideje alatt kinyilvánította igényét az emigráció ügyeinek vezetésére. Ezt Teleki (több más emigránssal együtt) elutasította, és meg is szakadtak a kapcsolatok közte és a volt kormányzó között, egészen 1859-ig. Ennek ellenére a nyilvánosság előtt nem szállt szembe Kossuthtal, mivel úgy ítélte meg, hogy ez mindenképpen a magyar ügy kedvezőtlenebb nemzetközi megítéléséhez vezetne.

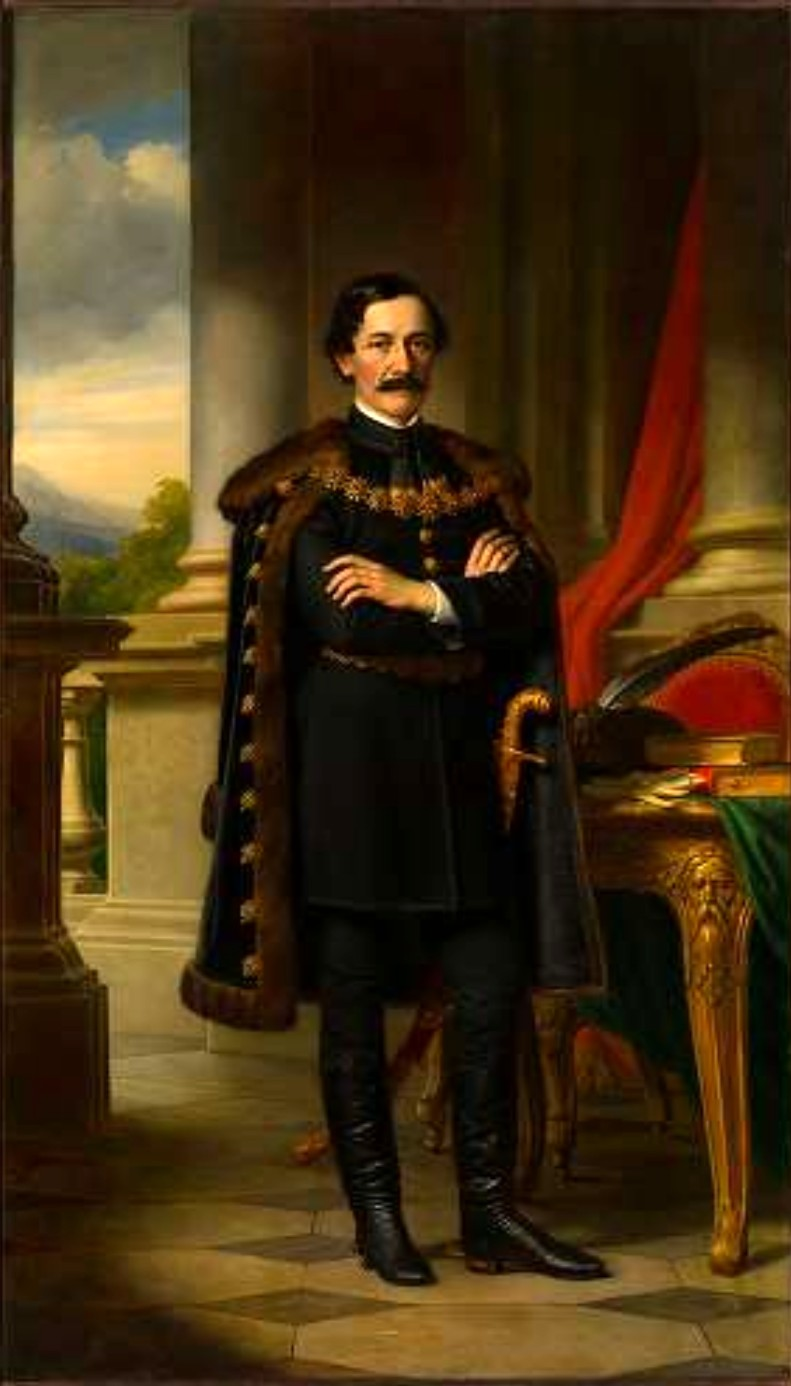
Teleki László 1861-ben (Barabás Miklós festménye)

1851 őszétől kezdve főként Svájcban tartózkodott. Genfi társasága olyan személyekből állt, mint a gyermekkori barát Puky Miklós, valamint Horváth Mihály, Klapka György és Zichy Antónia, Batthyány Lajos özvegye. Emellett időnkénti brüsszeli látogatásai idején Jósika Miklós és neje vendégszeretetét élvezte. Mindeközben, ha megoldható volt, sűrűn találkozott az időközben özveggyé vált Lipthay Auguszta bárónővel. Az 1859-ig eltelt néhány esztendőben – ha nem is vonta ki magát teljesen az aktív politikai életből – visszavonultabban élt.
1859-ben Klapka után Teleki is ismét felvette a kapcsolatot Kossuthtal. Május 6-án Párizsban hármójuk részvételével megalakult a Magyar Nemzeti Igazgatóság, mely az emigráns kormány feladatát volt hivatott betölteni. Kossuth felelt a diplomáciáért; a katonai ügyeket, és a román fejedelemségekben tervezett akció előkészítését Klapka vállalta, míg Telekinek jutott a hazai titkos szervezettel való kapcsolattartás. A titkos szervezetben jelentős számban voltak jelen Teleki barátai (pl. Almásy Pál) és rokonai (pl. Tisza Kálmán.

### Hazatérése és a Határozati Párt
Teleki 1860 novemberében angol útlevéllel, álnéven Drezdába utazott meglátogatni szerelmét, Lipthay Auguszta bárónőt. Már Drezdába érkezésétől kezdve figyelte a szász rendőrség, majd tervezett visszautazása napján, december 16-án szállásán elfogták. Ezután Friedrich Ferdinand von Beust szász miniszterelnök – a nemzetközi jog durva megsértésével, ami ellen később a nyugati kormányok is élénken tiltakoztak – kiadta Ausztriának, majd december 20-án éjjel betegségére való tekintet nélkül áthurcolták az osztrák határon.
Teleki tíz napot töltött osztrák börtönben, majd december 31-én Ferenc József maga elé rendelte a bécsi Burgba. Az uralkodó azzal a feltétellel bocsátotta szabadon, ha esküt tesz, hogy többé nem utazik külföldre, a külfölddel nem köt a birodalomra nézve ellenséges szövetségeket, illetve átmenetileg tartózkodik a hazai politikában való részvételtől.

Teleki szabadulását követően még három hétig Bécsben maradt, majd onnan 1861. január 23-án utazott Gyömrőre, és csak a hónap végén érkezett Pestre. Hazatérésekor olyan óriási népszerűség fogadta, amely még Deákét is elhomályosította. Görgey István írta: 

„Egyszerre ő lett – belül az országon – a látható feje a képzelt honszabadító nagyszerű organisatiónak és külföldi actiónak, szálláscsinálója a kül betörésnek, a remélt vagy rettegett nagy eseményeknek; biztosítéka a külhatalmasságok régóta hiresztelt segélynyujtásának.”

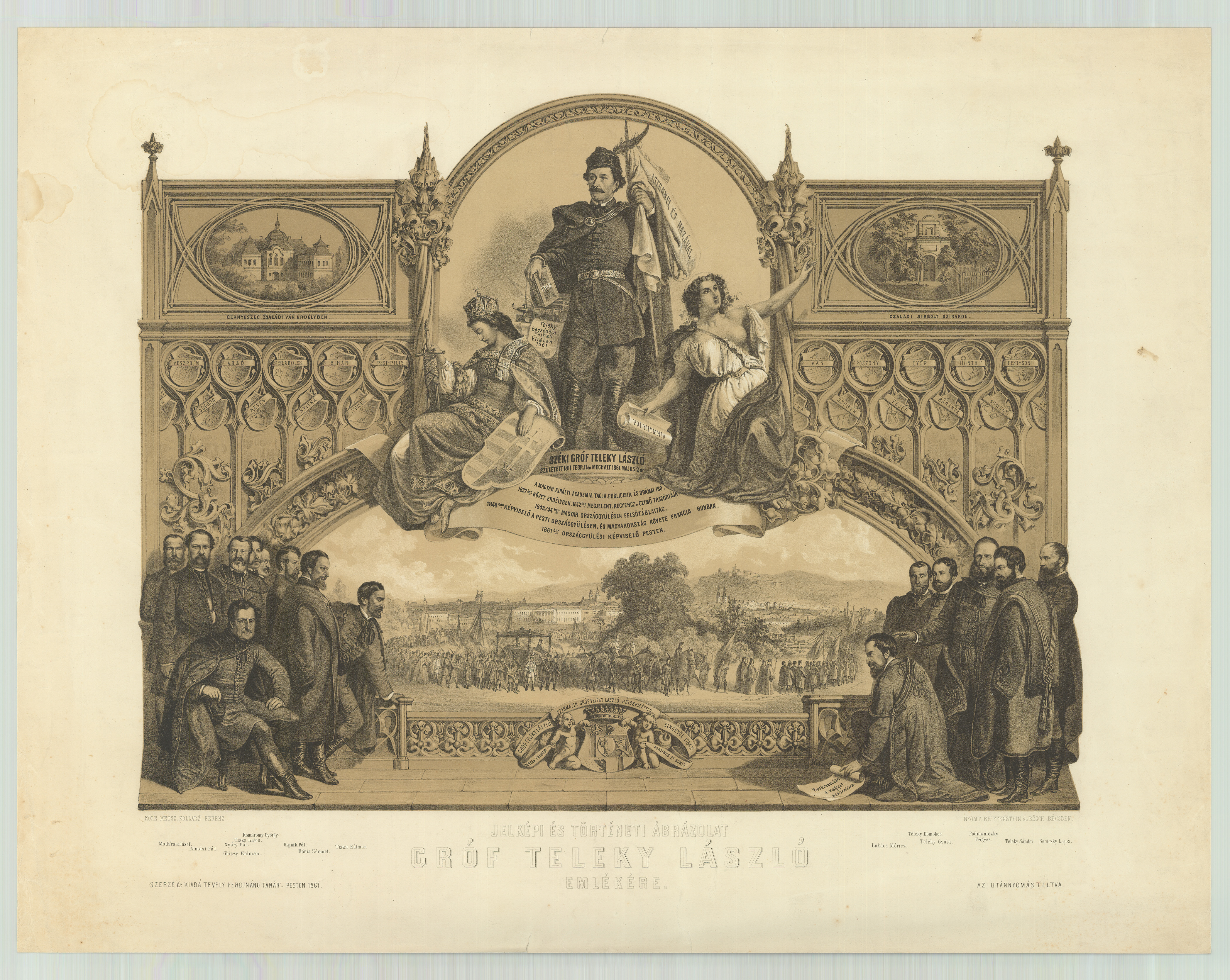
Franz Kollarz: Jelképpi és történeti ábrázolat gróf Teleky László emlékére
Az ábrázolt személyek: bal oldalon: Madarász József, Almási Pál, Nyáry Pál, Tisza Lajos, Komáromy György, Hajnik Pál, Bónis Sámuel, Tisza Kálmán, Ghiczy Kálmán jobb oldalon: Lukács Móric, Teleki Domokos, Teleki Gyula, Podmaniczky Frigyes, Teleky Sándor, Beniczky Lajos (1861)

A hazai titkos szervezet vezetőségén belül eközben túlsúlyba kerültek azok, akik hajlottak a Béccsel kötendő alkura, és a szervezkedés fő céljának azt tekintették, hogy a majdani tárgyalások során minél kedvezőbb pozícióba jussanak az uralkodóval szemben. Emiatt Teleki a Magyarország című lapban 1861. február 9-én megjelent, Bars megye közönségéhez intézett nyílt levelében elhatárolódott a szervezettől, és kinyilvánította, hogy korábbi elveihez ragaszkodik.
Az uralkodó által az 1861-es évre összehívott országgyűlésen Teleki a felsőtáblán való részvételre kapott meghívót, ő azonban Abony képviselőjeként az alsótáblán jelent meg. Március 30-án képviselővé választása után elmondott beszédében elutasított minden Ausztriával kötendő esetleges alkut, valamint kijelentette, hogy az 1848-as állapotokat csak kiindulópontnak tekinti, amelyhez képest „mind alkotmányos, mind demokratiai jogegyenlőségi tekintetben” tovább kell lépni. Az április 6-án Budán megnyílt országgyűlésen kezdettől fogva jól elkülönült egymástól a két oldal, a Deák vezette Felirati Párt, és a Teleki irányította Határozati Párt. Teleki és hívei azzal érveltek, hogy az 1848-as trónváltozás az ország törvényei értelmében érvénytelen, s ennek értelmében a formailag nem király Ferenc Józsefnek nem kívántak a megszokott feliratban válaszolni. Ehelyett a nemzet akaratának határozatban való kimondását kívánták, majd ezt követően azt szerették volna, ha az országgyűlés kimondja saját önfeloszlatását, így akadályozva meg bármiféle alku lehetőségét is. Ezt indokolta továbbá az is, hogy Horvátország és Erdély képviselői nem vehettek részt az országgyűlésen, amelyet emiatt határozatképtelennek tekintettek.
Az idő múltával mind nyilvánvalóbbá vált, hogy Teleki még pártján belül is egyedül maradt az alkut mereven elutasító álláspontjával. Erről végső bizonyosságot akkor szerezhetett, amikor az uralkodónak szánt válaszról szóló parlamenti vita előestéjén Tisza Kálmán, Teleki unokaöccse látogatást tett a gróf Szervita téri lakásán.

1861. május 8-án reggel az országgyűlési vita előtt bejelentették az összegyűlt képviselőknek, hogy Teleki László gróf az éjszaka öngyilkosságot követett el, majd az ülést elnapolták. Halálának hatásáról Szabad György írta: 

„Bihar megye szerint aligha volt valaha is »a halálnak megsiratottabb áldozatja« magyar földön Telekinél, akiben Nógrád »a demokrácia ragyogó lovagját«, »a magyar nemzet reménycsillagát« látta. A tudós Pesty Frigyes temesvári lapjának felszólítása: »Ölts gyászt te nemzet, a fekete sereg gyászát!« – nemcsak fájdalmat fejezett ki, hanem fenyegetett is. Győrött a gyászünnepség részvevői és a császári katonaság között véres összeütközés robbant ki.”

Halálakor az íróasztal-fiókban talált „beszéd-töredék”, melynek a Deák felirati javaslatához fűzendő kiegészítéseket kellett volna tartalmaznia, valójában olyan szöveg volt, mely a legteljesebb mértékben beleillett az emigrációs politika vonalába. Összefoglalta az 1848 óta eltelt esztendők eseményeit, rámutatva a Bécs által elkövetett törvénytelenségekre, s kijelentve: az új „alkotmány” (az októberi diploma és a februári pátens) elfogadhatatlan Magyarország számára. Emellett a határozat mellett állandóan hangoztatott érv is megjelent benne: valójában nem az uralkodó meghívására vesznek részt a tanácskozáson, hanem „mert az erőszak […] összejövetelünket nem gátolja”.

## AKegyenc

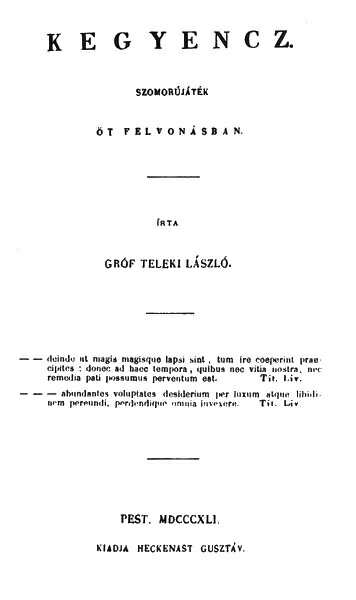
A Kegyenc 1841-es kiadásának borítója

Feltehetően az 1837–1838. évi nagyszebeni diéta lezárulta és az 1839–1840. évi pozsonyi országgyűlésen való szereplés kezdete közötti időszakban írta meg Teleki legjelentősebb szépirodalmi művét, a Kegyencet. A szomorújáték az 5. században játszódik. Petronius Maximus, római szenátor, hogy bosszút álljon a léha és felelőtlen életet élő, s feleségét elcsábító császáron, Valentinianuson, előbb kegyeibe férkőzik, s maga adja át neki feleségét, majd rábírja a császárt, hogy gyilkoltassa meg Aëtiust, a győzedelmes hadvezért. Ezután a szenátor a népharag perceiben leszúrja Valentinianust, s maga lép a helyébe. A rendkívül szövevényes cselekmény valós eseményeken alapul.
Teleki a késő császárkor romlottságának, az erkölcsök kivesztének tulajdonította a Római Birodalom bukását. Ezeket az állapotokat művében egyértelműen korának metternichi kamarillájával kívánta párhuzamba állítani. Így aztán a szomorújátéknak legnagyobb értéke éppen a sorok között elrejtett politikai állásfoglalás volt, míg a művészi megformálás csupán másodlagos fontossággal bírt. Így amikor a szélesebb közönség 1841. szeptember 6-án először találkozhatott a művel – a Pesti Nemzeti Színház adott helyt az ősbemutatónak – a várt siker elmaradt, mint a Teleki életében lezajlott további három színpadi előadás során is.
A drámát a 20. században átdolgozott formában állították színre. 1964-ben Illyés Gyula újraírta. Teleki életét pedig egy másik drámájában (A különc) dolgozta fel.
A Kisfaludy Társaság tagja volt.